# Бадње вече 1943.
Бадње вече 1943. је српски ратни филм из 2007. године. Сценарио је написао Драган Петровић Суреп, који је заједно са Дарком Штетином режирао филм.
Филм прати живот два рођена брата од којих је један четник а други партизан, и сукоб њихове две идеологије, које обе доживљавају пропаст на свој начин.